# Participatiedecreet
Het participatiedecreet was een decreet van de Vlaamse overheid dat in het onderwijs de leerlingen- en ouderparticipatie in Vlaanderen regelde. Inmiddels werd het vervangen door een decreet over de "schoolraad", de opvolger dus van de participatieraad.
Het participatiedecreet is nu de afkorting voor het decreet van 19 maart 2004 betreffende de rechtspositieregeling van de student, de participatie in het hoger onderwijs, de integratie van bepaalde afdelingen van het hoger onderwijs voor sociale promotie in de hogescholen en de begeleiding van de herstructurering van het hoger onderwijs in Vlaanderen
Dit decreet regelt een gemeenschapsaangelegenheid en tevens gedeeltelijk een gewestaangelegenheid. Het bepaalt in hoofdzakelijk de rechtspositie van de student en de
participatie in het hoger onderwijs. Dankzij dit decreet bestaat er ook de mogelijkheid voor studenten om zich bij examenbetwisting te wenden naar de Raad voor betwistingen inzake studievoortgangbeslissingen.